# ظبي (أسطورة)
الظبي (بالإنجليزية: Antelope)‏ حيوان يشبه الغزال، وهو من الحيوانات المجترة آكلة العشب، ذی قرون مجوفة يغيرها سنويا. وارتبط الظبي في الأساطير المصرية القديمة بالآلهة: أنوبيس، وست، وأوزيريس، وحوريس. كما ارتبط في الأساطير الرومانية بالإلهة منيرفا إلهة الحكمة، إذ كان يعتقد أنه من الحيوانات ذات النظرة الحادة.

وفي الأساطير الهندوسية ارتبط هذا الحيوان بالإله شيفا، وبشراب السوما Soma (الشراب المقدس عند الهنود) الذي يصاحب تقديم القرابين والاضاحی، كما أنه كان الجواد الذي يمتطيه ماروت Marut إله الريح. وفي العصور الوسطى المسيحية أصبح الظبی يرمز للإنسان المسلح بقرنين: أحدهما يمثل العهد القديم، والآخر يمثل العهد الجديد.

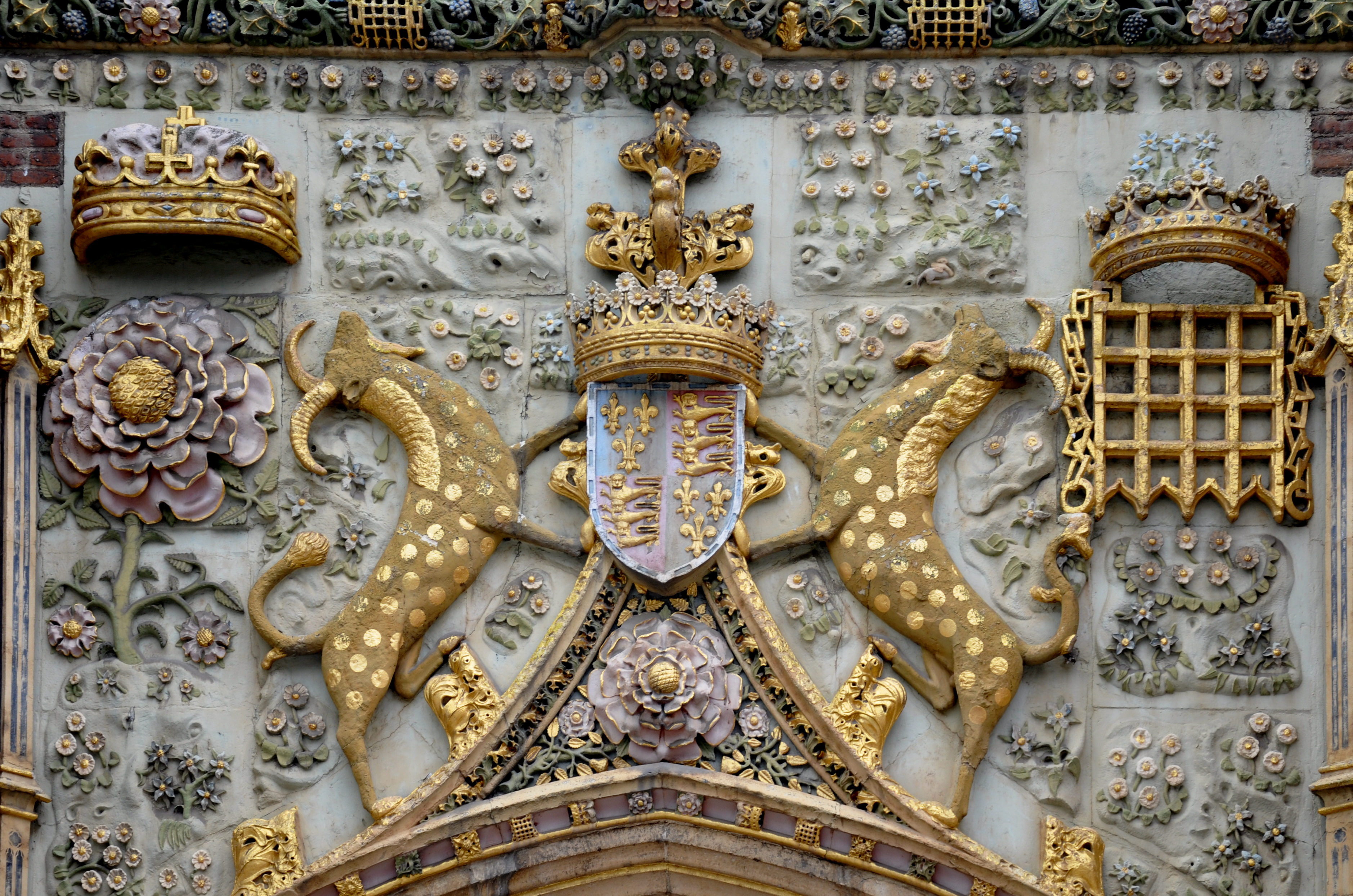
ييليس يخدم كداعمين فوق بوابة كلية سانت جون ، كامبريدج